# Tizita Bogale
Tizita Bogale (ur. 13 lipca 1993) – etiopska lekkoatletka specjalizująca się w biegach średnich.
W 2009 roku w biegu na 800 metrów zajęła 4. miejsce w mistrzostw Afryki juniorów oraz 5. miejsce w mistrzostwach świata juniorów młodszych. W biegu na 1500 metrów wywalczyła złoty medal mistrzostw świata juniorów w Moncton w lipcu 2010. W tym samym roku wygrała na igrzyskach olimpijskich młodzieży, a w 2011 zdobyła brąz igrzysk afrykańskich. 
Rekordy życiowe: bieg na 800 m – 2:04,71 (12 lipca 2009, Bressanone); bieg na 1500 m – 4:03,94 (22 lipca 2011, Barcelona).

## Osiągnięcia
| Rok  | Impreza                               | Miejsce    | Konkurencja    | Lokata     | Wynik   |
| ---- | ------------------------------------- | ---------- | -------------- | ---------- | ------- |
| 2009 | Mistrzostwa świata juniorów młodszych | Bressanone | bieg na 800 m  | 5. miejsce | 2:04,71 |
| 2009 | Mistrzostwa Afryki juniorów           | Bambous    | bieg na 800 m  | 4. miejsce | 2:06,66 |
| 2010 | Mistrzostwa świata juniorów           | Moncton    | bieg na 1500 m | 1. miejsce | 4:08,06 |
| 2010 | Igrzyska olimpijskie młodzieży        | Singapur   | bieg na 1000 m | 1. miejsce | 2:43,24 |
| 2011 | Igrzyska afrykańskie                  | Maputo     | bieg na 1500 m | 3. miejsce | 4:14,41 |
| 2012 | Halowe mistrzostwa świata             | Stambuł    | bieg na 1500 m | 6. miejsce | 4:10,98 |